# هولغر هينك
هولغر هينك (بالإنجليزية: Holger Henke)‏ هو أستاذ جامعي أمريكي، ولد في 25 سبتمبر 1960 في فيرزن في ألمانيا.